# Mocanaqua
Mocanaqua es un lugar designado por el censo ubicado en el condado de Luzerne en el estado estadounidense de Pensilvania. En el Censo de 2010 tenía una población de 646 habitantes y una densidad poblacional de 743,35 personas por km².

## Geografía
Mocanaqua se encuentra ubicado en las coordenadas 41°8′19″N 76°7′59″O / 41.13861, -76.13306. Según la Oficina del Censo de los Estados Unidos, Mocanaqua tiene una superficie total de 1.4 km², de la cual 1.27 km² corresponden a tierra firme y (9.26%) 0.13 km² es agua.

## Demografía
Según el censo de 2010, había 646 personas residiendo en Mocanaqua. La densidad de población era de 743,35 hab./km². De los 646 habitantes, Mocanaqua estaba compuesto por el 93.65% blancos, el 0.77% eran afroamericanos, el 0.62% eran amerindios, el 0.93% eran asiáticos, el 0% eran isleños del Pacífico, el 1.55% eran de otras razas y el 2.48% pertenecían a dos o más razas. Del total de la población el 2.01% eran hispanos o latinos de cualquier raza.